# Finlands ridderskaps och adels kalender

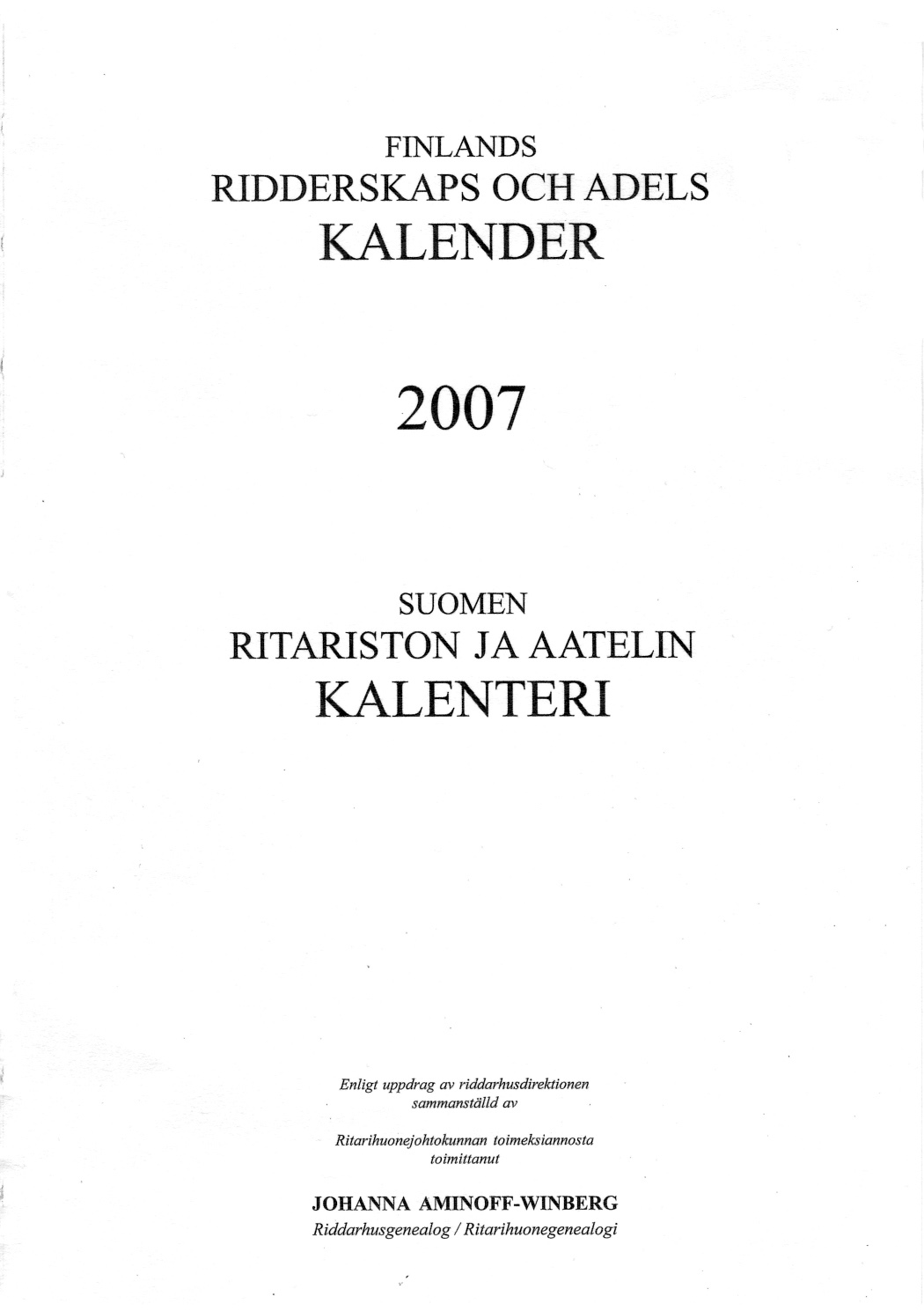
Titelblad från 2007.

Finlands ridderskaps och adels kalender (finska: Suomen ritariston ja aatelin kalenteri), ofta kallad Finlands adelskalender (Suomen aateliskalenteri), är en adelskalender över finländsk adel som utges av Finlands riddarhus sedan 1858. Inledningsvis utgavs kalendern oregelbundet, 1905 övergick den till årlig utgivning, för att under senare tid utkomma vart tredje år. Finlands adelskalender har allt sedan utgivningen påbörjades publicerats på svenska. Endast förord och rubriker i register samt titelbladet har översatts till finska.
Bakom de olika utgåvorna har följande författare stått:
- 1858: Eugen von Knorring
- 1872: Nils Henrik Pinello
- 1883: Carl Herman Tersmeden
- 1890: Magnus Stackelberg
- 1899, 1905–: Karl Oskar Wasastjerna